# Pélage II
Fils du Goth Unigild, Pélage II est né à Rome en 520. À l'apogée du siège des Lombards sur Rome en Italie, est consacré le 26 novembre 579. Il succède au pape Benoît Ier, qui décède le 31 juillet 579. Son pontificat s'étend sur environ onze ans et est marqué de façon très importante par l'invasion lombarde de la péninsule italienne. Au niveau des affaires religieuses, il consacre la plus grande partie de son pontificat au litige du schisme d'Aquilée, en lien avec l'affaire des Trois Chapitres. Il meurt le 5 février 590 de la peste qui frappe Rome à la suite des inondations majeures du Tibre de l'hiver 589–590.

## Contexte des invasions lombardes
Au moment de l’élection de Pélage II comme 63e pape, l’Italie byzantine fait face à l’invasion lombarde. Dirigée par le roi Alboin, le peuple lombard traverse les Alpes juliennes et entreprend la conquête de l'Italie en 568. D’origine germanique, les Lombards sont un peuple semi-nomade et inorganisé, qui aurait quitté les bassins inférieurs de l’Elbe vers la fin du Ier siècle pour s’établir en Pannonie au Ve siècle avant de migrer vers la péninsule italienne. Venant tout juste de sortir des désastres de la guerre gothique (535-553), les Byzantins sont incapables de fournir une résistance sérieuse aux envahisseurs. Plusieurs hypothèses ont été invoquées pour tenter d’expliquer les causes des migrations lombardes. Certains historiens pensent que les Byzantins les auraient poussés à immigrer en Italie afin d’en faire leurs alliés, non seulement dans leur conflit contre les Ostrogoths mais également face à la menace potentielle des royaumes francs, en importante expansion à l’époque. D’autres pensent simplement que les Lombards auraient profité des faiblesses de l’Empire byzantin à la suite des guerres gothiques afin de s’emparer facilement de nouveaux territoires. Dans tous les cas, ces derniers déferlent sur le nord de la péninsule italienne et en deviennent maitres dès 572. Ils entament alors une expansion vers le sud, réduisant de plus en plus les territoires byzantins et entrainant une transformation sans précédent de l’ensemble de l’Italie. En effet, bien que le territoire italien avait déjà été le théâtre d’un nombre important d’invasions barbares depuis près de deux siècles, aucune d’entre elles n’avaient entrainé autant de changements radicaux au sein de la péninsule. Il semblerait que la rencontre entre les Lombards et les élites locales romaines a été extrêmement difficile, notamment parce que les Lombards n’avaient jamais vraiment été en contact avec la civilisation romaine, contrairement à plusieurs autres envahisseurs auparavant. Ce clivage entraina la disparition définitive de l’ancienne aristocratie romaine (ou du moins ce qu’il en restait depuis la guerre gothique). Ils brisèrent ainsi non seulement l’unité politique de la péninsule mais également les structures administratives et urbaines, qui dataient de l’ancienne époque romaine et qui n’avaient pas été remplacées par les envahisseurs précédents. En 579, au moment de l’élection du pape Pélage II, les Lombards assiègent Rome et ont également le contrôle des environs de Ravenne.

## Début du pontificat
C’est dans ce contexte d’invasion lombarde que Pélage II commence son pontificat. En août 579, il est choisi comme successeur à Benoît Ier, décédé le 31 juillet. Il est aussitôt ordonné, contrairement à la coutume de l’époque qui voulait que l’empereur à Constantinople approuve le choix du nouveau pape. Au moment de l’élection de Pélage II, les Lombards assiègent Rome et exercent sur cette dernière une telle pression qu’il est impossible pour les membres du clergé d’obtenir l’autorisation impériale. Il est finalement officiellement consacré pape le 26 novembre 579. Tout comme l’ensemble du clergé, Pélage II voit l’invasion lombarde de l’Italie byzantine d’un très mauvais œil. L’Église de Rome y perçoit même une menace à sa survie, non seulement parce que les Lombards remanient le paysage politique de la péninsule italienne, mais surtout parce qu’ils ne partagent pas la foi chrétienne. En effet, la grande majorité des Lombards sont païens et bien que certains d’entre eux se soient convertis à l’arianisme lors de leur passage dans le nord de la péninsule, la plupart ne partagent pas les convictions et les positions de l’Église de Rome. C’est pour cette raison qu’immédiatement après son élection, Pélage II envoie le diacre Grégoire (le futur Saint Grégoire le Grand) comme apocrisiaire à Constantinople auprès de l’empereur Tibère II. La mission de ce dernier est d’informer l’empereur des difficultés de l’Église ainsi que de l’ensemble de l’Italie byzantine et de le convaincre d’envoyer de l’aide, autant militaire que matérielle, afin de mettre un terme à l’invasion lombarde. Malheureusement pour l’Église de Rome, l’empereur Tibère II est déjà débordé par une guerre contre les Perses et est incapable de fournir l’aide militaire dont l’Italie a besoin. L’empereur conseille alors au pape de tenter de soudoyer les ducs lombards et d’essayer d’obtenir de l’aide des royaumes francs, qui partagent la foi chrétienne des Romains. Pélage suivra ces deux conseils. Tout d’abord, il réussit à faire lever le siège de Rome en payant généreusement les assaillants. Bien que cette réussite ne résout que minimalement le problème de l’invasion lombarde, elle permet tout de même de réduire la pression sur Rome et accroit le prestige du nouveau pape. Ce dernier tente ensuite de gagner de nouveaux alliés dans les royaumes francs. Pour ce faire, il écrit en 580 une lettre à Aunarius, évêque d’Auxerre, un personnage très influent auprès des différents rois francs. Dans cette lettre, Pélage fait référence aux Francs comme les protecteurs de Rome, partageant la même foi que ces derniers et avec qui ils sont unis dans une lutte contre l’ennemi commun, les Lombards. Malheureusement, les Francs ne répondent pas immédiatement à l’appel de Pélage II, si bien que les malheurs de l’Italie byzantine continueront pendant encore quelques années. N’ayant d’autre option, Pélage II continue de demander l’aide de Constantinople par l’intermédiaire de son apocrisaire Grégoire, à qui il écrit une nouvelle lettre en 584, implorant encore une fois l’aide de l’empereur et décrivant la situation à Rome comme désastreuse. Malgré le manque flagrant de soutien de la part de Constantinople, les Byzantins sont déterminés à conserver leur influence et leur position en Italie centrale. L’empereur Maurice, le successeur de Tibère II, décide finalement de répondre à la demande d’aide du Pape. En 584, il commence par envoyer une importante somme d’argent au roi franc Childebert en échange d’une intervention de ces derniers contre les Lombards. Devant cette nouvelle menace, les Lombards s’unissent autour d’un nouveau roi, Authari, qui accapare la moitié des richesses de l’ensemble des ducs lombards qu’il utilise pour soudoyer l’armée du roi Childebert. Parallèlement à cette initiative, l’empereur Maurice envoie l’exarque Smaragde à Ravenne, un haut fonctionnaire qui possède les pleins pouvoirs militaires et civils. Ce dernier réussit, l’année suivante, à négocier un armistice avec les Lombards qui durera jusqu’en 589. 

## Litige du schisme d'Aquilée
Bien que Pélage II ne perçoive pas d’un très bon œil l’autorité de l’exarque Smaragde, il profite de cette première période de paix de son pontificat pour se concentrer davantage sur les affaires religieuses. Cette paix provisoire permet également à Pélage II de reprendre contact avec le nord de la péninsule italienne, tout particulièrement avec l’église d’Aquilée, laquelle avait coupé tout contact avec l’église de Rome et n’avait reconnu l’autorité d’aucun pape depuis la condamnation des Trois-Chapitres, il y avait de cela 30 ans. Sans doute inspiré par les succès du pape Jean Ier auprès des milanais, Pélage II aspire à régler ce schisme qui affaiblit l’unité de l’Église catholique en Italie. Il commence par envoyer une lettre à l’évêque d’Aquilée et ses partisans dans laquelle il fait appel au sens chrétien de ces derniers en leur demandant de ne plus rester en dehors de l’unité catholique. Il y expose aussi sa profession de foi et leur affirme ne pas comprendre quelles doctrines les séparent de l’Église de Rome. Les schismatiques envoient alors en réponse une mission à Rome, laquelle indique au pape que l’Église d’Aquilée reste sur ses positions, lui remettant même des documents justifiant celles-ci. Loin d’abandonner, Pélage II envoie une seconde lettre aux hérétiques, dans laquelle il propose notamment une rencontre à Ravenne afin d’échanger sur les différents sujets débattus, le tout accompagné d’un nombre important de textes saints. Encore une fois, les schismatiques se cramponnèrent à leurs convictions en répondant au pape par le biais d’une série de textes qui justifiait l’autorité de Chalcédoine,. Pélage II décide alors d’envoyer une dernière lettre aux hérétiques, plus longue et beaucoup plus ferme, dans laquelle est expliquée la position officielle et définitive de l’église de Rome dans l’affaire des Trois-Chapitres. Dans cette lettre, que certains affirment avoir été écrite par le diacre Grégoire revenu de Constantinople, Pélage II étudie séparément chacun des Trois-Chapitres et s’efforce d’expliquer les diverses attitudes, parfois contradictoires, qu’a pu prendre l’Église de Rome au courant de ce schisme historique. Malgré l’ensemble des arguments développés par le pape ainsi que l’important contenu théologique abordé dans cette longue lettre, celle-ci reste sans effet auprès des schismatiques. N’ayant pas encore baissé les bras, Pélage II décide finalement d’employer la force et demande l’aide de l’exarque Smaragde afin de forcer les hérétiques à se conformer à la volonté de l’Église de Rome. Ce dernier capture et moleste l’évêque d’Aquilée, mais cette méthode ne fonctionne pas plus que la précédente, anéantissant ainsi les ambitions de Pélage II de mettre fin au schisme. Les trois lettres du pape dans cette tentative de réconciliation constituent certainement son héritage le plus important qui nous soit parvenu.

## Autre réalisations ecclésiastiques et mort
Cette tentative de réconciliation n’est pas la seule affaire religieuse dont s’occupe Pélage II. Bien qu’il n’ait pas eu la satisfaction de mettre un terme au schisme d’Aquilée, il se console quelques années plus tard avec la conversion des Wisigoths d’Espagne, lors du troisième concile de Tolède, en 589. Durant l’ensemble de son pontificat, il ordonne 48 évêques, 28 prêtres ainsi que sept diacres. Il profite également de la paix avec les Lombards pour entreprendre plusieurs travaux de rénovation et de construction. Il reconstruit Saint-Laurent-hors-les-murs, qui avait été endommagé à la suite du siège de Rome, et entreprend un aménagement de la crypte de Saint-Pierre en recouvrant la tombe de ce dernier de dalles d’argent. Il commence aussi la reconstruction de la basilique du pape Jules, mais il n’aura jamais le temps de terminer ces travaux. En novembre 589, le Tibre connaît d’importantes inondations qui détruisent les réserves de blé de Rome, déclenchant une famine importante qui est aggravée par l’apparition d’une épidémie de peste. Réputé pour être proche des malades, le pape Pélage II est l’une des premières victimes de cette épidémie. Il meurt le 7 février 590 à Rome et reste encore aujourd’hui le seul pape à être mort de la peste. Il est remplacé par son diacre Grégoire, qui deviendra plus tard le célèbre Saint Grégoire le Grand.